# Сулак (Черниговская область)
Сулак (укр. Сулак) — село в Нежинском районе Черниговской области Украины. До 19 июля 2020 года входило в состав Носовского района.
Население 531 человек. Занимает площадь 0,072 км².
Код КОАТУУ: 7423887007. Почтовый индекс: 17130. Телефонный код: +380 4642.